# Robert Schabus
Robert Schabus (* 18. März 1971 in Förolach, Gemeinde Hermagor-Pressegger See, Kärnten) ist ein österreichischer Filmemacher.

## Leben und Wirken
Robert Schabus wuchs als einer von drei Brüdern auf einem Bauernhof im Kärntner Gailtal auf. Er absolvierte das Studium zur Philosophie, Pädagogik und Medienkommunikation an der Universität Klagenfurt, welches er 2001 abschloss. Seither arbeitet er als unabhängiger Filmemacher im sozial-dokumentarischen Bereich.
Robert Schabus lebt in Klagenfurt. Er ist der jüngere Bruder des bildenden Künstlers Hans Schabus (* 1970).

## Filmografie (Auswahl)
- 2022: Alpenland (Dokumentarfilm)
- 2019: Mind the Gap (Dokumentarfilm)
- 2016: Bauer unser (Dokumentarfilm)
- 2016: Kärnten – Ein Jahrhundert unterm Mittagskogel (ORF Universum History)
- 2014: Ort schafft Ort (Dokumentarfilm)
- 2010: Die Wien (Dokumentarfilm)
- 2008: Hotel Obir (Kurzdokumentarfilm)
- 2006: Game Over (Kurzdokumentarfilm)